# Masalinski rajon
Masalinski rajon (azerski: Masallı rayonu) je jedan od 66 azerbajdžanskih rajona. Masalinski rajon se nalazi na jugu Azerbajdžana te na zapadnoj obali Kaspijskog jezera. Središte rajona je Masali. Površina Masalinskog rajona iznosi 720 km². Masalinski rajon je prema popisu stanovništva iz 2009. imao 197.147 stanovnika, od čega su 98.908 muškarci, a 98.239 žene.
Masalinski rajon se sastoji od 106 općina.